# 达德拉-纳加尔哈维利县
达德拉-纳加尔哈维利（Dadra and Nagar Haveli）是一個位於印度西部的一個聯邦屬地達德拉-納加爾哈維利和達曼-第烏的三個縣之一。在過去也是一個聯邦屬地。其中纳加尔哈维利夾於馬哈拉施特拉邦及古吉拉特邦之間，而達德拉則是纳加尔哈维利以北數公里被古吉拉特邦所包圍的一塊飛地。面积491km²。
人口220,451。达德拉-纳加尔哈维利的首府位於锡尔瓦萨（Silvassa）。

## 歷史
該地於1779年被葡萄牙佔領，與果阿、達曼-第烏共為葡屬印度的一部份。1954年於一次騷亂中被印度佔領，其後葡萄牙要求越過印度領土向該地進駐部隊，但為印度所拒絕。至1961年該地正式併入印度，成為一個聯邦屬地。1975年葡萄牙方承認其屬於印度。
當地主要語言為古吉拉特語。以製造業為主要經濟支柱，不徵稅款，過往的中央直轄時代由一副邦長管治。
2019年12月，印度議會通過立法，將達德拉-納加爾哈維里與附近的達曼和迪烏的聯邦屬地合併，以在2020年1月26日創建一個聯邦屬地，稱為達德拉-納加爾哈維利和達曼-第烏。達德拉-納加爾哈維利於此日後成為新聯邦屬地的三個地區之一。

## 行政區劃

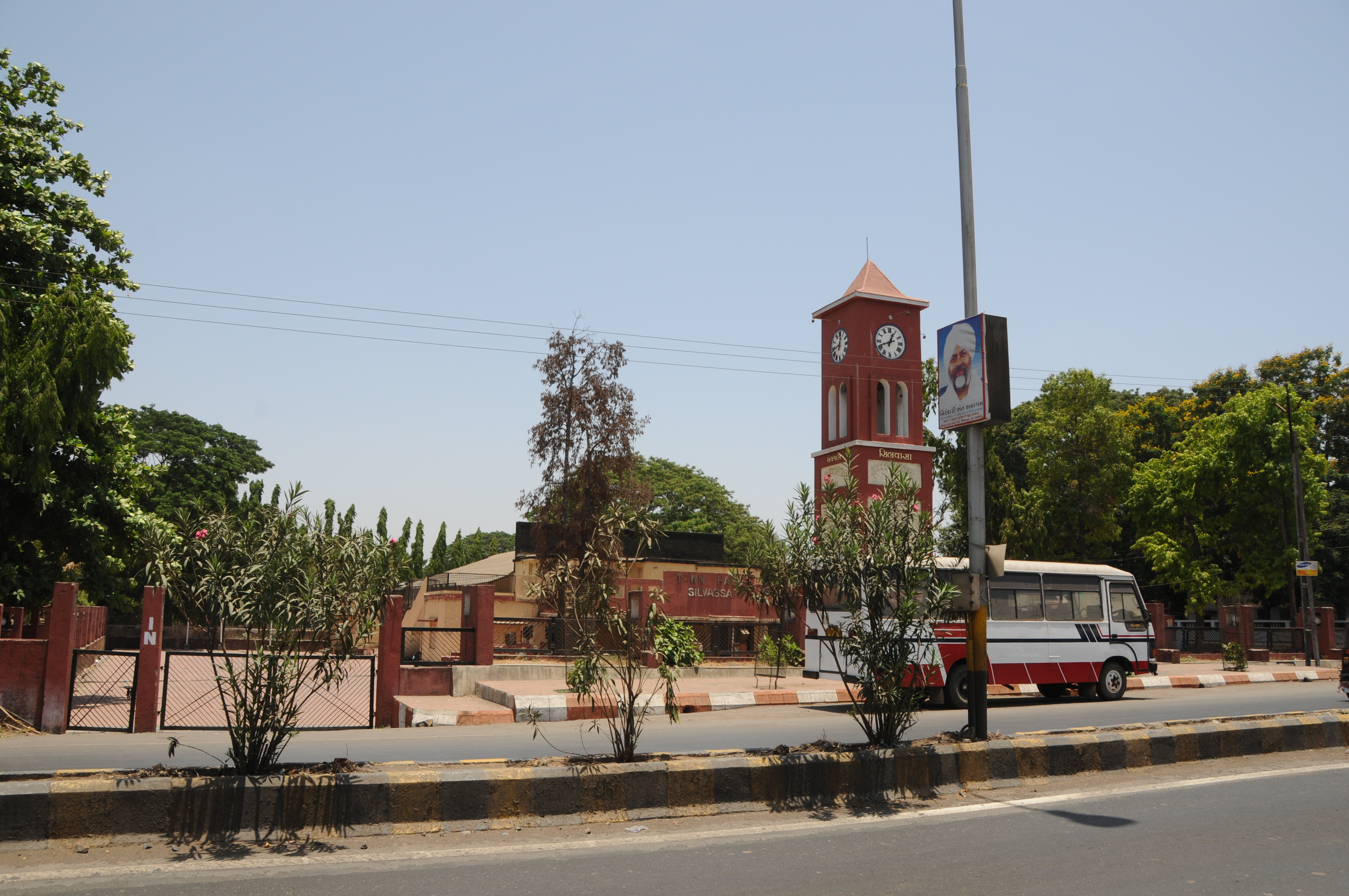
Silvassa Town Hall

Dadra and Nagar Haveli covers an area of 487 km2 and consists of two talukas:
- Dadra
- Nagar Haveli

達德拉是達德拉塔盧卡（Dadra taluka）的行政中心，由達德拉鎮和另外兩個村莊組成。
Silvassa是Nagar Haveli taluka的總部，包括Silvassa鎮和其他68個村莊。

## 另見
- 達德拉-納加爾哈維利和達曼-第烏，2020年1月26日成立。
- 达德拉